# El Ghrous
El Ghrous (em árabe: الغروس) é uma cidade e comuna localizada na província de Biskra, Argélia. Segundo o censo de 2008, a população total da cidade era de 16 408 habitantes.